# Austrothaumalea ngaire
Austrothaumalea ngaire är en tvåvingeart som beskrevs av Mclellan 1988. Austrothaumalea ngaire ingår i släktet Austrothaumalea och familjen mätarmyggor. Inga underarter finns listade.